# Encephalartos friderici-guilielmi
Encephalartos friderici-guilielmi ist ein Vertreter der Palmfarne (Cycadales) und gehört zur Gattung der Brotpalmfarne (Encephalartos). Die Art ist nach dem preußischen König Friedrich Wilhelm III. (1770–1840) benannt.

## Merkmale
Die Stämme sind baumförmig und stehen einzeln oder aufgrund von Wurzelschösslingen in Gruppen. Der Stamm wird bis zu 4 m hoch und 35 bis 60 cm breit. Die Krone ist offen und wollig braun.
Die zahlreichen Blätter sind steif, gerade oder leicht gekrümmt und breiten sich waagrecht aus, meist im rechten Winkel zur Krone. Die Blätter sind 1 bis 1,5 m lang, 18 bis 20 cm. Der Blattstiel ist 17 bis 30 cm lang, kahl, und ist im Querschnitt kreisförmig. Die Fiederblättchen sind jung leicht silbrig, im Alter gelblich. Sie stehen dicht und oberen Blattbereich überlappen sie sich. Zur Blattspitze und zur Basis hin werden die Blättchen kleiner, jedoch nicht dornig. Die mittleren Blättchen sind 10 bis 17 cm lang und 7 bis 8 mm breit. An der Unterseite sind 7 bis 9 Blattadern deutlich hervortretend, der Blattrand ist nicht gezähnt, jedoch trägt die Blattspitze einen scharfen Dorn.
Die weiblichen Zapfen stehen einzeln oder bis zu sechst. Sie sind fassförmig, 25 bis 30 cm lang und 15 bis 20 cm im Durchmesser. Die Farbe des Zapfens ist gelb, er ist jedoch mit gelbgrauer bis brauner Wolle bedeckt. Der Stiel ist kurz, sodass der Zapfen sitzend erscheint. Die Sporophylle sind 4,5 bis 5 cm lang. Die an der Zapfenoberfläche liegende Seite des Sporophylls ist flach, 25 mm hoch, 45 bis 50 mm breit, unter der Wolle annähernd glatt mit Ausnahme einer Randleiste. Die Sarcotesta des Samens ist zur Reife fahlgelb bis fahl gelb-orange. Die Sklerotesta ist lang-eiförmig bis annähernd kugelig, etwas abgeflacht, 24 bis 33 mm lang, 16 bis 20 mm im Durchmesser, mittelbraun, mit 10 bis 13 flachen, aber deutlichen Längsfurchen.
Die männlichen Zapfen stehen zu dritt bis zwölft. Sie sind zylindrisch, 20 bis 40 cm lang bei einem Durchmesser von 6 bis 10 cm, zur Spitze hin schmäler und mit brauner Wolle bedeckt. Der Stiel ist kurz, sodass der Zapfen sitzend erscheint. Die Sporophylle sind 25 bis 28 mm lang. Die an der Zapfenoberfläche liegende Seite des Sporophylls ist 7 mm hoch und 17 bis 20 mm breit, mit einem rund 5 mm langen Schnabel. Die Sporangien bilden einen einzigen Flecken mit einem großen sterilen Bereich an der Basis und der Spitze des Sporophylls.

## Verbreitung und Standorte
Die Art ist in Südafrika auf die Provinz Ostkap beschränkt, wo sie in den Bezirken Cathcart und Queenstown vorkommt und bis nach Kokstad reicht. Sie wachsen an Berghängen und felsigen Hängen mit lockerer Trockenvegetation in Gebieten mit 375 bis 500 mm jährlichem Niederschlag, der überwiegend im Sommer fällt. Diese sind heiß, die Winter kalt mit starken Frösten und Schnee.
Im Areal kommen keine weiteren Arten der Gattung vor, sodass keine natürlichen Hybriden, jedoch auch keine künstlichen, bekannt sind. Die Pflanzen bilden reichlich Samen (bis zu 1800 pro weiblicher Pflanze), was die relative Häufigkeit an ihren Standorten erklärt.
In den leicht zugänglichen Gebieten wurde die Art von Sammlern, durch Straßenbau etc. praktisch ausgerottet. In schwer zugänglichen Gebieten ist sie noch häufig. Sie kann als gefährdet betrachtet werden.

## Nutzung
Die Art wird selten in Botanischen Gärten oder Sammlungen kultiviert, obwohl sie leicht zu ziehen ist.

## Botanische Geschichte und Systematik
Die Erstbeschreibung der Art erfolgte 1834 durch Johann Georg Christian Lehmann. Die Pflanzen dieser Art wurden lange für Encephalartos cycadifolius gehalten, die nur einmal beschrieben worden war und deren Beschreibung auf Encephalartos friderici-guilielmi passte. Nach der Wiederentdeckung von Encephalartos cycadifolius wurden diese Pflanzen zunächst als neue Art Encephalartos eximius beschrieben. Als man erkannte, dass diese Pflanzen der Erstbeschreibung von Encephalartos cycadifolius entsprachen, wurde dieser Name für die Encephalartos eximius-Pflanzen übernommen. Die bis dahin als Encephalartos cycadifolius geführten Pflanzen wurden als neue Art Encephalartos friderici-guilielmi beschrieben.
Als nächstverwandte Arten gelten Encephalartos cycadifolius und Encephalartos ghellinckii.

## Belege
- Loran M. Whitelock: The Cycads. Timber Press, Portland OR 2002, ISBN 0-88192-522-5, S. 195 f.